# Elizabeth Gilbert
Elizabeth M. Gilbert (Waterbury, 18 de julho de 1969) é uma romancista, ensaísta, contista, biógrafa e memorialista norte-americana. É mais conhecida por suas memórias escritas em 2006, Eat, Pray, Love, que em julho de 2010 estava há 180 semanas na lista dos mais vendidos do New York Times e que também deu origem ao filme de mesmo nome em 2010.

## Biografia
Elizabeth cresceu numa quinta em Litchfield, Connecticut. Tem uma irmã mais velha, Catherine Gilbert Murdock, que é escritora de literatura juvenil. 

## Vida pessoal
A sua obra Eat, Pray, Love é baseada na sua história de amor com o seu segundo marido, José Nunes, mencionado no livro como um importador brasileiro. Em 2007 mudaram-se para uma cidade costeira francesa, onde vendiam Budas indonésios e outros artigos num armazém, negócio que encerraram em 2015.
Depois de se ter separado de Nunes, decidiu revelar que estava apaixonada pela melhor amiga, Rayya Elias, uma artista Síria-americana que sofria de um estádio terminal de cancro. Elias morreu em 2018; Elizabeth está agora numa relação com um fotógrafo inglês, Simon MacArthur, um anterior amigo de Elias.

## Obras

### Colecções de histórias
- Peregrinos (1997) - no original Pilgrims (Prémio Pushcart, finalista do Prémio PEN/Hemingway)

### Romances
- Sobre homens e lagostas (2000) - no original Stern Men
- A Marca de todas as coisas (2013) - no original The signature of all things;
- City of Girls (2019).

### Biografias
- The Last American Man (2002) (finalista do National Book Award e do National Book Critics Circle Award)

### Memórias
- Brasil: Comer, Rezar, Amar / Portugal: Comer, Orar, Amar (2006) - no original Eat, pray, love;
- Comprometida (2010) - no original Commmitted - a love story;
- Grande Magia - Vida Criativa Sem Medo (2015) - no original  Big Magic - Creative Living Beyond Fear